# ديفيد جي. ساندرز
ديفيد جي. ساندرز هو صحفي وسياسي أمريكي، ولد في 21 يناير 1975 في ويست ممفيس في الولايات المتحدة. نشط حزبياً في الحزب الجمهوري. وقد انتخب عضو مجلس ولاية أركنساس ‏.